# Комаров, Николай Васильевич
Комаров, Николай Васильевич (1831 — после 1875) — капитан-инженер русской армии. Первый строитель военного поста в бухте Золотой Рог.

## Биография
О ранних годах жизни Николая Васильевича Комарова информации мало, известно что родился он в селе Комарово (ныне часть г. Тюмень) Тобольской губернии, получил начальное образование, затем поступил в Омское училище армейских прапорщиков.
С 1850 года проходил службу на Дальнем Востоке, в составе специальной роты занимался созданием и устройством военных постов на реке Амур. В 1858 году находился в Хабаровске, в 1859 году в Софийское Ульчский район, в 1860 в Николаевске в составе 3-й роты 4-го линейного Восточно-Сибирского батальона под командованием штабс-капитана И. Ф. Черкавского.

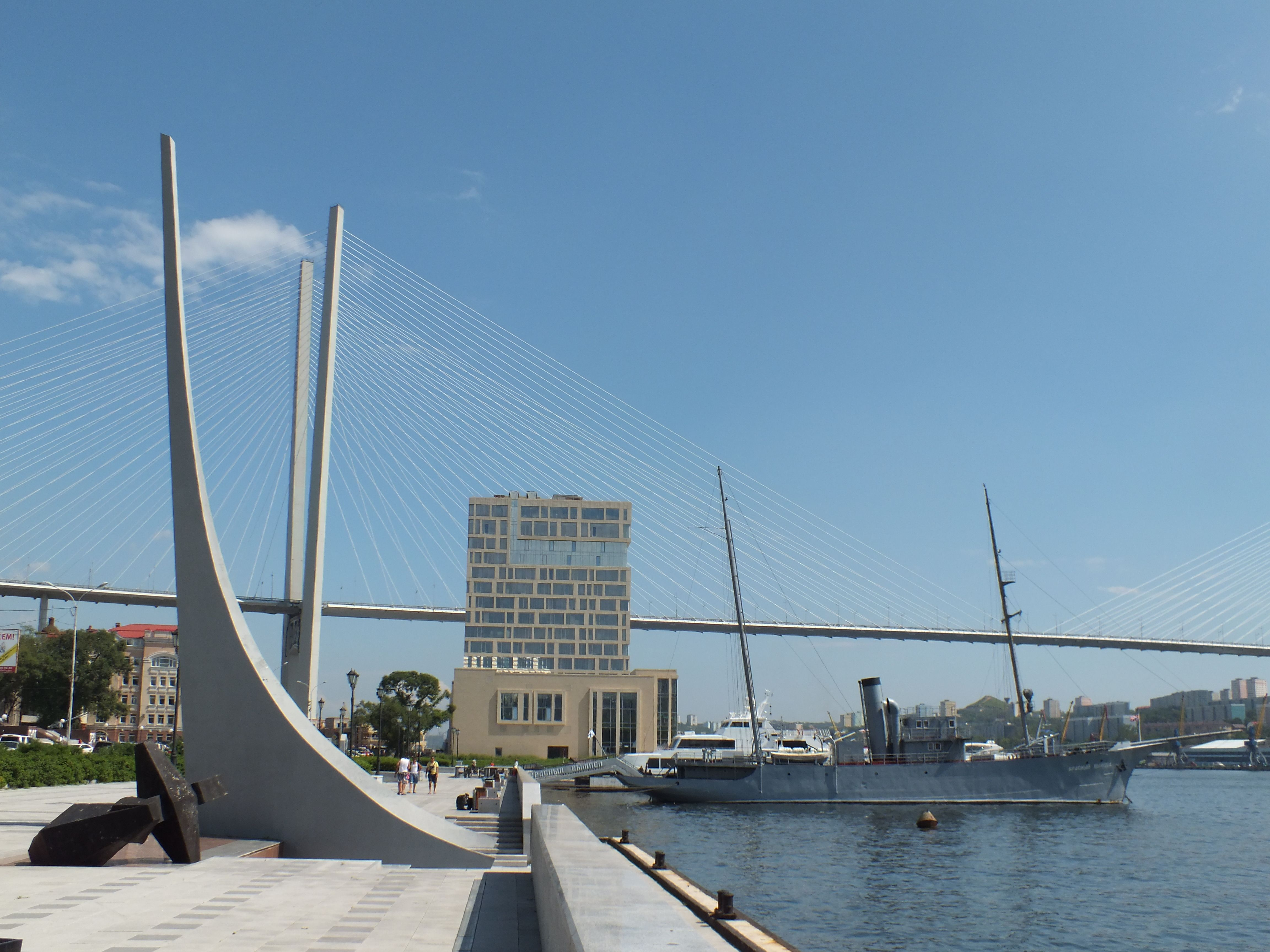
На этом месте 20 июня 1860 года с транспорта «Манджур» высадились солдаты под командованием прапорщика Комарова
(Мемориальный комплекс на Корабельной набережной)

20 июня 1860 года в бухте Золотой Рог для организации военного поста прапорщик Комаров вместе с 20-ю солдатами 3-й роты 4-го Восточно-Сибирского линейного батальона были высажены с борта военного транспорта «Манджур» под командованием капитан-лейтенанта А. К. Шефнера. Позже, 1 ноября 1860 года, он доложил начальству что под его руководством построена одна казарма, кухня, офицерский дом из елового леса, крытый тёсом. Также он передал план построенных и запланированных построек военного поста, получившего название Владивосток. Зимой 1860 года для помощи в охране поста Комарову с корвета «Гридень» был отправлен П. Ф. Чуркин.
Весной 1861 года на транспорте «Японец» в военный пост Владивосток с инспекцией прибыл майор Н. Н. Хитрово. Между прапорщиком Комаровым и майором Хитрово возникла личная неприязнь на фоне постоянного пьянства прапорщика. Майор уличил Комарова в хищении полутора ведёр казённого спирта, Комаров обязался возместить за свой счёт украденный спирт, но вскоре майор Хитрово обнаружил пропажу оставшегося спирта. Конфликт достиг высшей точки, и майор принял решение отстранить прапорщика Комарова от командования постом, Комарову об отставке было объявлено 20 июня 1861 года (годовщина высадки Комарова), считается что эта дата была выбрана не случайно и майор хотел унизить этим фактом прапорщика Комарова. Взамен Комарова был назначен Евгений Степанович Бурачёк, 22 июня 1861 года сошедший на берег по медицинским показаниям с клипера «Разбойник». Следует отметить, что о пьянстве и нарушениях прапорщика Комарова известно только из докладов майора Хитрово, и вследствие конфликта возможно произошедшего между ними данные могут быть не совсем точными.
В дальнейшем прапорщик Комаров со своим отрядом строителей был переведён на реку Уссури для строительства новых пограничных постов на границе с Китаем.
В 1875 году Николай Комаров вышел в отставку в звании капитан-инженера.

## Память

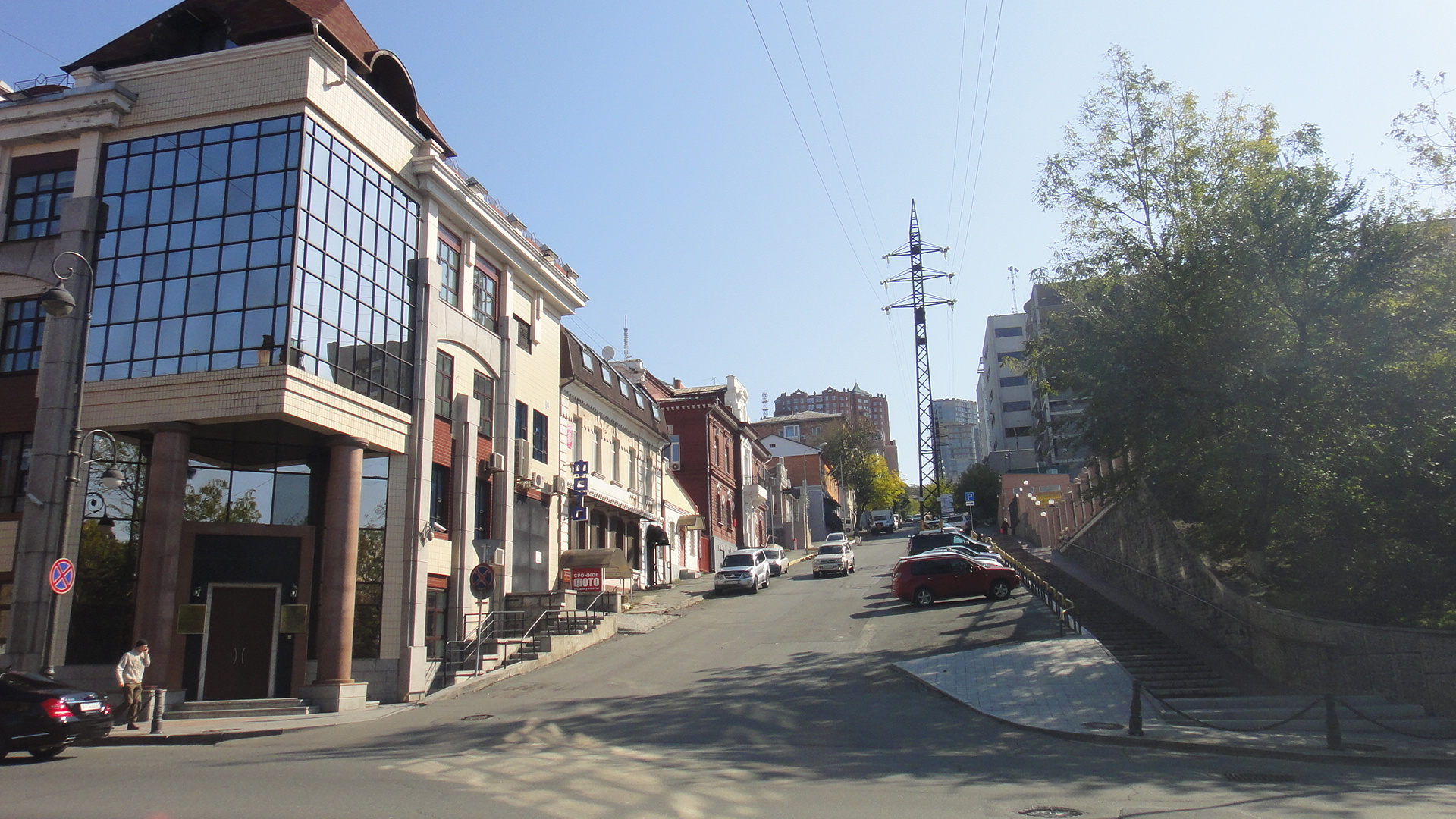
Улица прапорщика Комарова. Владивосток

В 1880 году в честь прапорщика Комарова во Владивостоке была названа улица — Комаровская. Впоследствии эта улица была переименована в Бородинскую, потом в Шевченко, потом в Геологов, но в 1985 году улицу вновь назвали в честь Николая Васильевича — улица прапорщика Комарова.